# شمس‌الدین سجاسی
شمس‌الدین محمد سجاسی، شاعر و منشی نیمۀ دوم سدۀ ششم و نیمۀ نخست سدۀ هفتم هجری که تولد او در حدود سال ۵۷۰ بوده است و از آنجا که نسخه‌ای به خط او با تاریخ ۶۱۷ق وجود دارد معلوم می‌شود در این سال زنده بوده است و سال ۶۰۲ هجری قمری که مستوفی به عنوان سال وفات او آورده نباید درست باشد.به استناد آنچه در نزهةالقلوب حمدالله مستوفی آمده، وی در مقبرةالشعرای تبریز به خاک سپرده شده‌است.

## آثار
رباعیات، منشآت، دیباچۀ دیوان ظهیر فاریابی، فرائد السلوک  
1. ↑  "پژوهشی در احوال و آثار شمس‌الدّین سجاسی بر اساس منشآت منتشرنشدۀ او"، محمد افشین‌وفایی، آینۀ میراث، شمارۀ ۵۶، صفحۀ ۱۱-۱۲